# 合肥市越剧团
合肥市越剧团，为中国安徽省合肥市一个解散的越剧艺术团体。合肥市越剧团建于1957年10月，1985年解散。
合肥市越剧团前身为周桂芳领衔的上海壮艺越剧团，1951年，迁至安徽省蚌埠市；1954年，改名为蚌埠市越剧团；1957年迁至合肥市，并更名；1968年，合肥越剧团撤销；1978年5月23日，恢复建制。1985年，合肥市越剧团撤销。 
合肥市越剧团曾经上演过的主要剧目有《文成公主》、《虎符》、《常金花》、《王昭君》、《抱妆盒》等。